# Gradtecken (symbol)
Gradtecknet, °, är en cirkel placerad i exponentläge som används för att ange grad, en enhet på en graderad skala främst på mätinstrument, exempelvis på termometrar (temperatur) eller på gradskivor (vinkelstorlek).
Gradtecknet har HTML-, ASCII- och Unicode-koderna, Alt+0176 respektive U+00B0 (Degree sign) och bör inte ersättas med snarlika symboler, så som den maskulina ordningsändelsen º (U+00BA – Masculine ordinal indicator), den mindre cirkeln ˚, som exempelvis används i bokstaven Å (U+02DA – Ring above), en nolla i exponentläge, 0 eller  ⁰ (U+2070 – Superscript zero) eller ringoperatorn  ∘, (U+2218), som anger sammansatt funktion inom matematiken.
Gradtecknet ska sättas tätt intill sitt mätetal, utan mellanrum, när gradtecknet används självständigt som vinkelenhet eller för att ange punkter på kartor:
- ∠α = 57° (läs "vinkel α är lika med 57 grader")

Detsamma gäller minuttecknet (′) och sekundtecknet (″) (ej rekommenderat):
- Stockholms gamla observatorium ligger på N 59°20′34″, O 18°3′30″ från Greenwich.

I alla övriga fall sätts gradtecknet tätt intill sin "graderingsenhet" (exempelvis "C" för Celsius), men separeras med ett mellanrum från mätetalet:
- −10 °C = 14 °F = 474 °R
- °dH (tyska grader) används som enhet för att beteckna hårdheten på vatten.

Ett tecken som liknar gradtecknet används också i 3:e utgåvan av IUPACs Quantities, Units and Symbols in Physical Chemistry (också känd som The Green Book) som substitut för plimsollmärket i anslutning till en storhetssymbol, för att beteckna att storheten gäller under standardiserade betingelser (standardtillstånd eller standardförhållanden), till exempel vid en viss temperatur och visst tryck (STP):
- E° för "elektromotorisk spänning för reaktionen vid standardtillstånd"
- p° = 1 atm för "standardtrycket är lika med en atmosfär"
- ΔHf° för "bildningsentalpi under standardförhållanden".